# Noord (rzeka)
Noord – rzeka w prowincji Holandia Południowa, w Holandii. Swój bieg rozpoczyna w okolicach Dordrechtu, na skrzyżowaniu dróg wodnych z rzekami Beneden-Merwede i Stara Moza, a kończy przy miejscowości Ridderkerk, gdzie łączy się z rzeką Lek, tworząc z nią Nową Mozę. W początkowym biegu rzeka wraz z odnogą Rietbaan tworzy wyspę Sophiapolder. Długość rzeki wynosi 8,6 km.